# Walking Cloud and Deep Red Sky, Flag Fluttered and the Sun Shined
Walking Cloud and Deep Red Sky, Flag Fluttered and the Sun Shined — третий студийный альбом японской инструментальной рок-группы Mono, выпущенный 14 апреля 2004 года на лейбле Temporary Residence Limited.
Альбом получил положительные отзывы критиков.

## История
Альбом Walking Cloud and Deep Red Sky, Flag Fluttered and the Sun Shined был записан в Чикаго американским продюсером, звукорежиссёром и музыкантом Стивом Альбини.

## Отзывы
| Совокупная оценка | Совокупная оценка |
| Источник          | Оценка            |
| ----------------- | ----------------- |
| Metacritic        | 62/100            |
| Оценки критиков   |                   |
| Источник          | Оценка            |
| Allmusic          | [ 2 ]             |
| Pitchfork Media   | (6.6/10)          |
| Stylus            | (C)               |

Альбом получил положительные отзывы критиков: AllMusic, Pitchfork Media.
Том Джурек из AllMusic поставил оценку 4 из 5 звёзд и сказал: «Токийские Mono повзрослели самым убедительным образом. Они начали беззастенчиво носить свои влияния на коллективном рукаве, проталкивая тяжелый бренд искаженного гитарного скрима в стратосферу пронзительного шума. В альбоме Walking Cloud and Deep Red Sky, Flag Fluttered and the Sun Shined, третьем полноформатнике группы на блестящем лейбле Temporary Residence Limited, они превратились в нечто совершенно новое. Записанный в Чикаго Стивом Альбини, этот диск является самой авантюрной и неклассифицируемой записью Mono. Эти восемь пьес, длиной от двух с половиной минут до более чем 15, являются глубоко аранжированными и текстурированными работами, которые предлагают суровые, почти эмбиентные текстуры и рамки, перерастающие в совершенно громоподобные и экстатические гитарные фрикционы, где мелодия, гармония и пространство смешиваются, сталкиваются и целуются. Нигде это не проявляется так ярко, как на открывающей композиции „16.12“ или лабиринтообразной „Lost Snow“. Виолончель Элисон Чесли выступает в роли якоря, играя элегическую, но изящную тему в „Mere Your Pathetique Light“, а фидбэк и шестиструнные диссонансы обвиваются вокруг нее и создают динамику, которая никогда не подавляет фразу, но в то же время объединяет ее поэзию в напряженное целое. Безусловно, это самый интересный альбом Mono, Walking Cloud доказывает, что группа является самостоятельной единицей».

## Список композиций
| №  | Название                           | Длительность |
| -- | ---------------------------------- | ------------ |
| 1. | «16.12»                            | 10:57        |
| 2. | «Mere Your Pathetique Light»       | 6:36         |
| 3. | «Halcyon (Beautiful Days)»         | 8:09         |
| 4. | «2 Candles, 1 Wish»                | 2:47         |
| 5. | «Ode»                              | 7:06         |
| 6. | «The Sky Remains the Same as Ever» | 2:27         |
| 7. | «Lost Snow»                        | 15:12        |
| 8. | «A Thousand Paper Cranes»          | 5:11         |

## Участники записи
Mono
- Такаакира Гото — лид-гитара
- Йода — ритм-гитара
- Тамаки Куниши — бас-гитара
- Ясунори Такада — ударная установка

Дополнительные музыканты
- Ингер Петерсон Карле — скрипка
- Сьюзан Фоэлц — скрипка
- Ванния Филлипс — альт (треки 2 и 3)
- Джон Сагос — альт (трек 4)
- Элисон Чесли — виолончель
- Удай Шика — струнные аранжировки

Продюсирование и запись
- Стив Альбини — звукоинженер, сведение
- Джон Голден — мастеринг